# Hrvatski nogometni kup 2014-2015 (tabellini)
Questa voce raccoglie un approfondimento sulle gare dei turni eliminatori dell'edizione 2014-2015 della Coppa di Croazia di calcio.

## Quarti di finale

### Andata
| Arbitro: | Tihomir Pejin (Donji Miholjac) |

|  |           |                              |
|  | Marcatori | 32’ Kouassi 67’, 71’ Maglica |

| Arbitro: | Ante Vučemilović (Osijek) |

|  |           |               |
|  | Marcatori | 57’ Fernándes |

| Arbitro: | Bruno Marić (Daruvar) |

|                                                |           |             |
| Tomečak 18’ Balaj 59’ Jugović 76’ Lešković 88’ | Marcatori | 81’ Doležal |

| Arbitro: | Marijo Strahonja (Zagabria) |

|           |           |  |
| Mrsić 49’ | Marcatori |  |

### Ritorno
| Arbitro: | Bruno Marić (Daruvar) |

|                                           |           |  |
| Fernándes 42’ Hodžić 55’ Ćorić 69’ (rig.) | Marcatori |  |

| Arbitro: | Željko Frković (Gospić) |

|                              |           |  |
| Jozinović 12’ Balić 26’, 62’ | Marcatori |  |

| Arbitro: | Tihomir Pejin (Donji Miholjac) |

|  |           |                                                  |
|  | Marcatori | 36’ Sharbini 36’ Vešović 52’ Tomasov 77’ Ivančić |

| Arbitro: | Ante Vučemilović (Osijek) |

|            |           |                                           |
| Čirjak 81’ | Marcatori | 20’, 61’ Mršić 30’ Bagarić 62’ Cikalleshi |

## Semifinali

### Andata
| Arbitro: | Bruno Marić (Daruvar) |

|                           |           |             |
| Machado 70’ Henriquez 81’ | Marcatori | 6’ Lešković |

| Arbitro: | Domagoj Vučkov (Fiume) |

|           |           |           |
| Sušić 33’ | Marcatori | 31’ Erceg |

### Ritorno
| Arbitro: | Ivan Bebek (Fiume) |

|                       |           |  |
| Cikalleshi 44’ (rig.) | Marcatori |  |

| Fiume 22 aprile 2015, ore 18:30 | Rijeka                | 0 – 0 referto | Dinamo Zagabria | Stadio Kantrida (8.000 spett.)\| Arbitro: \| Mario Zebec (Cestica) \| |
| Arbitro:                        | Mario Zebec (Cestica) |               |                 |                                                                       |